# Resistencia Obrero Estudiantil
La Résistance ouvrière étudiante (Resistencia Obrero Estudiantil, ROE) est organisation para-syndicale impulsée par les militants de la Fédération anarchiste uruguayenne (Federacion anarquista uruguaya, FAU). Elle est active durant la période de forte tension politique qui précède la dictature militaire en Uruguay, de 1968 à 1973. La ROE est née de la coordination d'une trentaine de groupes syndicaux et étudiants préexistants en tant que « Front de masse ».

## Histoire
La ROE est un projet qui tentait de rassembler les étudiants, les travailleurs et les mouvements de quartier radicalisés en une seule organisation de masse. Formée sans formalité, elle prend comme date de naissance officielle juin 1968, date à laquelle sa signature est apparue pour la première fois, sur des tracts réclamant la liberté de militants emprisonnés, mais le regroupement est déjà actif à cette période depuis plusieurs mois.
À partir de 1968 et de la déclaration de l'état d'urgence, lorsque la FAU devient clandestine, la ROE devient l'organisation à travers laquelle les militants anarchistes interviennent politiquement. Le journal bimensuel de la ROE, Compañero, publié entre 1971 et 1973 a ainsi remplacé Cartas de la FAU.
Au sein du mouvement social et syndical, la ROE s'inscrit dans la « Tendance combative ». Ce courant réunit les groupes radicaux du mouvement social : des groupes révolutionnaires qui recherchaient une rupture sociale et politique et rejetaient la ligne modérée imposée par le Parti communiste (PCU) dans les organisations où il était majoritaire. Malgré la position minoritaire de la Tendance combative dans la Convention nationale des travailleurs (Convención nacional de trabajadores, CNT) avec environ 25% des délégués, lors du premier congrès ordinaire tenu en mai 1969, Hugo Cores, membre de la FAU et de la ROE, remporte l'une des deux vice-présidences. Cependant, la nomination du reste de la direction "cénéciste" reflète la réalité interne de la centrale : à la présidence, José D'Elia Correa, de la tendance socialiste, et à l'autre vice-présidence, Wladimir Turiansky, membre du secrétariat du Comité central du PCU.
Cette intégration de la ROE dans un mouvement plus large explique la présence en son sein de militants d'autres groupes de la « Tendance combative », principalement issus des Grupos de Acción Unificadoras (GAU) et du MLN-T, au moins dans les premières années, jusqu'en 1971, et malgré l'appartenance de la ROE à la structure organique de la FAU. Cependant, la plupart de ses militants appartenaient à la FAU.
À partir de 1971, les groupes d'étudiants de la ROE ont été rebaptisés Agrupaciones Heber Nieto en hommage au premier "martyr" de la ROE. Heber Nieto Santos, un étudiant de 17 ans à l'école de construction de l'Universidad del Trabajo del Uruguay, avait été tué le 24 juillet de cette année-là par des tirs de police lors d'une action de solidarité avec les grévistes de la papeterie CICSSA (Compañía Industrial y Comercial del Sur SA).
D'autre part, pour l'action directe, ressource essentielle dans la ligne stratégique conçue par la FAU pour le mouvement syndical, la ROE a développé une structure spécifique : les groupes « Violencia FAI », du nom de la Fédération Anarchiste Ibérique, qui apparaissent vers 1970. Il s'agit de petits groupes d'action non armés de deux ou trois militants chargés de soutenir les conflits ouvriers et de promouvoir l'agitation et la radicalisation des luttes de rue. En 1971, il y avait trois groupes « Violencia FAI » et une quinzaine de militants impliqués. Ils ont souvent signé leurs actions en tant que groupes de solidarité avec les travailleurs.
Bien que faisant partie des ROE, les équipes sont devenues une structure intermédiaire, à mi-chemin entre l'action syndicale de la ROE et l'action armée de l'Organisation populaire révolutionnaire-33 orientaux (OPR-33). En ce sens, elles ont suivi des critères de sécurité et de compartimentation similaires à ceux de l'OPR-33. Ces groupes sont rapidement devenus une structure de formation et, pour beaucoup, une étape préalable à l'adhésion à l'OPR-33.
Durant la dictature militaire, des militants en exil de la ROE participe à la fondation du Parti pour la victoire du Peuple (PVP). Visés par la répression, de nombreux militants de la ROE sont morts durant cette période, victimes de disparitions forcées.